# حادثه‌ای در ترن
حادثه‌ای در ترن یا کوپهٔ قاتلین (انگلیسی: The Sleeping Car Murders) فیلمی در ژانر نئو نوآر به کارگردانی کوستا گاوراس است که در سال ۱۹۶۵ منتشر شد.

## بازیگران
- کاترین آلگره
- ژاک پرن
- سیمون سینیوره
- میشل پیکولی
- ایو مونتان
- ژان لویی ترنتینیان
- برنادت لافون
- کلود دوفا
- کلود بری
- دومینیک زاردی
- پاسکال روبر
- پی‌یر موندی
- سرژ مارکان
- مونیک شومت
- کلمان هراری
- تانیا لوپر